# Основание (сериал)
«Основание» (англ. Foundation) — американский научно-фантастический телесериал по мотивам одноимённого цикла романов Айзека Азимова, главные роли в котором сыграли Ли Пейс, Джаред Харрис и Лу Льобелль. Премьера первого сезона состоялась 24 сентября 2021, второго — 14 июля 2023, третьего — 11 июля 2025 года.

## Сюжет
Литературной основой сериала стал цикл романов Айзека Азимова «Основание». Его действие происходит в Галактической империи, которая охватывает весь Млечный путь. Учёный Гэри Селдон предсказывает гибель этого государства и создаёт организацию «Основание», которая должна будет после катастрофы воссоздать цивилизацию.

## В ролях
- Джаред Харрис — Гэри Селдон
- Ли Пейс — брат День, император Галактики
- Лу Льобель — Гаал Дорник
- Лея Харви — Салвор Хардин
- Лаура Бирн — Эдо Демерзель, мажордом императоров и последний уцелевший робот в Галактике
- Кассиан Билтон — брат Рассвет
- Терренс Манн — брат Закат
- Альфред Энох — Рейч Селдон, приёмный сын Гэри Селдона
- Рис Шерсмит — Джеррил, имперский агент во время правления Клеона XII
- Эллиот Коуэн — Льюис Пиренн
- Т’Ниа Миллер — Зефир Халима

## Производство и релиз
В ноябре 2014 года было объявлено о планах телеканала HBO снять сериал по «Основанию» Азимова. Сценаристом и продюсером должен был стать Джонатан Нолан, но он оказался занят работой над «Миром Дикого запада».
В 2018 году проектом занялась корпорация Apple. Она заказала первый сезон, состоящий из десяти серий. Исполнительными продюсерами сериала стали дочь Азимова Робин, Дэвид Гойер и Джош Фриман; двое последних стали ещё и сценаристами. На роль Гэри Селдона пригласили Джареда Харриса, на роль императора Клеона — Ли Пейса.
Премьерный показ начался 24 сентября 2021 года. Вскоре шоу продлили на второй сезон, который вышел на экраны 14 июля 2023 года. 26 октября того же года начались съёмки третьего сезона, премьера которого состоялась 11 июля 2025 года.

## Список эпизодов
| Сезон | Серии | Серии | Даты показа      | Даты показа      |
| Сезон | Серии | Серии | Первая серия     | Последняя серия  |
| ----- | ----- | ----- | ---------------- | ---------------- |
| 1     | 10    | 10    | 24 сентября 2021 | 19 ноября 2021   |
| 2     | 10    | 10    | 14 июля 2023     | 15 сентября 2023 |
| 3     | 10    | 10    | 11 июля 2025     | сентября 2025    |

### Сезон 1 (2021)
| № общий | № в сезоне | Название                                         | Режиссёр        | Сценаристы                 | Дата премьеры    |
| --- | ---------- | ------------------------------------------------ | --------------- | -------------------------- | ---------------- |
| 1 | 1          | «The Emperor's Peace» «Мир императора»           | Руперт Сандерс  | Дэвид Гойер и Джош Фридман | 24 сентября 2021 |
| Гаал Дорник, математик-вундеркинд, отправляется со своей родной планеты Синнакс, где наука подвергнута репрессиям, на Трантор, столицу Галактической Империи. Гаал предстоит учиться у знаменитого Гэри Селдона — создателя психоистории, позволяющей предсказывать будущее на основе математических расчётов. Их обоих арестовывают по обвинению в государственной измене: Селдона из-за предсказания неизбежного краха Империи, а Дорник — потому что власти хотят, чтобы она дискредитировала психоисторию. Вместо этого Дорник подтверждает, что модель Селдона верна. Суд приговаривает обоих, но брат День (Император Клеон XII) щадит их после того, как Звёздный мост, космический лифт Трантора, уничтожают террористы. Брат День ссылает Селдона и Дорник на отдалённую необитаемую планету Терминус, где они вместе со своими последователями должны построить «Основание», хранилище человеческих знаний, которое, как утверждает Селдон, сократит тёмные века, последующие за падением Империи. |            |                                                  |                 |                            |                  |
| 2 | 2          | «Preparing to Live» «Подготовка к жизни»         | Эндрю Бернштейн | Дэвид Гойер и Джош Фридман | 24 сентября 2021 |
| Селдон и его сотрудники вместе с семьями летят к Терминусу на борту медленного звездолёта, готовя себя к новой жизни в бесплодном мире. Дорник рассказывает своему возлюбленному, приёмному сыну Селдона Рейчу, что модель психоистории неполна. Однажды ночью Дорник обнаруживает, что Рейч смертельно ранит Селдона в своей каюте. Рейч сажает Дорник в спасательную капсулу и сбрасывает с корабля. Тем временем во взрыве Звёздного моста обвиняют периферийные государства Анакреон и Феспис. Брат День приказывает публично казнить всех делегатов и подвергнуть бомбардировке их планеты. |            |                                                  |                 |                            |                  |
| 3 | 3          | «The Mathematician's Ghost» «Призрак математика» | Алекс Грейвз    | Оливия Пернелл             | 1 октября 2021   |
| Через 19 лет после нападения на Звёздный мост генетическая династия Клеона I совершает традиционную передачу власти: Клеон XIV рождается как новый брат Рассвет, Клеон XIII садится на трон как брат День, Клеон XII уходит в отставку как брат Закат, а Клеон XI принимает на себя мантию брата Мрака перед эвтаназией. Последователи Селдона прибывают на Терминус. Там они обнаруживают Убежище — загадочный артефакт, охраняемый «нулевым полем», которое отталкивает всё живое. Через 35 лет после нападения на Звёздный мост на Терминусе уже существует поселение. Сальвор Хардин, колонистка во втором поколении, служит Стражем Терминус-Сити. Это единственная из колонистов, на кого нулевое поле почему-то не действует. Наблюдая за Убежищем, Хардин с беспокойством замечает, что поле постепенно расширяется и скоро достигнет города. Надвигается ещё более серьёзный кризис, когда становится известно, что к Терминусу приближаются три боевых корабля с Анакреона, нарушающие таким образом запрет Империи. Передатчик, обеспечивающий связь с Империей, выведен из строя. Вооружённый отряд анакреонцев тайно высаживается на планете. |            |                                                  |                 |                            |                  |
| 4 | 4          | «Barbarians at the Gate» «Варвары у ворот»       | Алекс Грейвз    | Лорен Белло                | 8 октября 2021   |
| Династия Клеонов сталкивается с угрозой своей легитимности: Халима Ифа, кандидат на роль следующей Проксимы — предстоятельницы религии люминизма, самого влиятельного культа в Империи, возрождает ортодоксальную доимперскую догму, согласно которой клоны человека не обладают душой. Религиозный вопрос и восстание на всё ещё разрушенных нижних уровнях Трантора являются двумя ключевыми предзнаменованиями упадка Империи, предсказанного Гэри Селдоном. Брат День разочарован из-за брата Заката, считая, что тот посеял эти проблемы несколько десятилетий назад, когда действовал импульсивно и отказался прислушаться к предупреждениям Селдона. День нарушает действующее со времён Клеона I правило и покидает Трантор, чтобы присутствовать на Конклаве люминистов и лично поддержать конкурента Ифы, а брат Закат приказывает имперскому офицеру посетить Основание, которое перестало выходить на связь. На Терминусе Хардин перехитрила анакреонцев и взяла в плен их лидера, Великую охотницу Фару Кин. Фара утверждает, что анакреонцам нужен лишь навигационный компьютер корабля-колонии, чтобы найти новый мир вместо отравленного имперской бомбардировкой Анакреона. Солдаты-анакреонцы окружают город и собираются пробить защищающий его силовой экран. Убежище начинает давать Хардин спорадические видения ребёнка в Имперской библиотеке Трантора, где работал Селдон. В глубоком космосе корабль встречает спасательную капсулу Гаал Дорник. |            |                                                  |                 |                            |                  |
| 5 | 5          | «Upon Awakening» «При пробуждении»               | Алекс Грейвз    | Ли Дана Джэксон            | 15 октября 2021  |
| В прошлом Гаал Дорник присутствует при казни своего учителя, пойманного за поиском книг в развалинах университета. Разочаровавшись в религии Синнакса, она тайно учится и участвует в математическом конкурсе. В настоящее время Дорник просыпается после 34 лет криосна на борту полностью автоматизированного космического корабля «Ворон», который был подготовлен Рейчем. Она узнаёт, что Рейч казнён за убийство Селдона, и галактика считает её соучастницей преступления. Сделав вывод, что корабль направляется в родной мир Селдона, Геликон, она натыкается на изображение раненого Гэри. На Терминусе имперский корабль выходит на орбиту и обнаруживает присутствие анакреонцев. Дорвин, командующий кораблём, узнаёт о пленённой Фаре и требует поговорить с ней, для чего сотрудники Основания приводят её из камеры в Башню Фонда. Оказавшись внутри, Фара с помощью спрятанной электромагнитной бомбы отключает защитный барьер Терминуса. Анакреонцы врываются в город и выстрелом из зенитного орудия сбивают имперский корабль. |            |                                                  |                 |                            |                  |
| 6 | 6          | «Death and the Maiden» «Смерть и Дева»           | Дженифер Фан    | Маркус Гардли              | 22 октября 2021  |
| Брат День отправляется на планету Дева, центр люминистской веры. Он поддерживает Зефиру Гилат, обещая в случае её избрания построить опреснительную систему, но Халима одерживает верх, выступив с пламенной проповедью, в которой открыто критикует имперское клонирование. На Транторе брат Рассвет завязывает роман с Азурой Одили, дворцовым садовником, и раскрывает свой секрет: у него необъяснимым образом есть генетические особенности, такие как дальтонизм, которые отличают его от предыдущих Клеонов. На Терминусе анакреонцы захватывают в плен Дорвина и собирают колонистов, обладающих навыками пилотирования. Они собираются проникнуть на «Invictus» — давно потерянный имперский военный корабль, который люди Фары недавно обнаружили в космосе и теперь планируют использовать для нападения на Трантор. Хардин сбегает из города и решает вывести из строя корветы анакреонцев. Во время атаки Хардин наблюдает видение, показывающее, что убийство Гэри Селдона было частью Плана, но спасательная капсула, которую взяла Гаал, предназначалась для Рейча. В отсутствие Хардин её отец Аббас жертвует собой, чтобы взорвать корветы. Хардин и её возлюбленный, торговец-феспианец Хьюго, позже захвачены Фарой и вынуждены вести корабль Хьюго в космос. |            |                                                  |                 |                            |                  |
| 7 | 7          | «Mysteries and Martyrs» «Тайны и мученики»       | Дженифер Фан    | Кейтилин Сондерс           | 29 октября 2021  |
| Сальвор Хардин и Фара исследуют «Invictus». Хьюго теряется во время выхода в открытый космос, а Дорвин убит Фарой после того, как он вскрывает судно. Поскольку «Invictus» находится всего в нескольких часах от случайного гиперпрыжка, сокращающаяся группа анакреонцев и колонистов спешит попасть на мостик, чтобы взять судно под свой контроль. На Деве брат День раздражён своей неспособностью обуздать дерзкую Халиму, но решает, что может одержать над ней вверх, совершив священное паломничество. На Транторе брат Рассвет признаётся Азуре, что живёт в постоянном страхе быть заменённым другим клоном, если его уникальность будет раскрыта. Девушка предлагает ему сбежать с ней из дворца. На борту «Ворона» голограмма Селдона оказывается цифровой копией сознания умершего Гэри. Копия хранилась в ноже, которым Рейч убил его, а затем была загружена на корабль, когда была найдена Гаал. Гэри объясняет, что неожиданные отношения Гаал и Рейча нарушили его расчёты относительно Основания. Он должен был совершить самоубийство, чтобы мифологизировать себя, Рейч должен был принести нож на «Ворон», а Гаал — провести Основание через первый кризис на Терминусе. Но из-за любви Рейча к Гаал всё опять пошло не совсем по плану. Возмущение Гаал манипуляциями своего наставника на мгновение подавляется откровением, что она обладает способностью к предвидению. |            |                                                  |                 |                            |                  |
| 8 | 8          | «The Missing Piece» «Недостающий кусок»          | Роксан Доусон   | Сара Нолен                 | 5 ноября 2021    |
| Группа на «Инвиктусе» наконец достигает мостика. Тем временем Хьюго, чья гибель оказалась инсценировкой, благополучно достигает ретранслятора связи и вызывает на помощь феспийцев. Пока феспийские корабли атакуют, а Фара и Хардин дерутся друг с другом, «Инвиктус» прыгает в неизвестность. На «Вороне» Селдон раскрывает свой план создания секретного Второго Основания на Геликоне, получившего прозвище «Конец звёзд» из-за его орбиты вокруг чёрной дыры, но отказывается вдаваться в подробности. Разгневанная Гаал вынуждает Селдона позволить ей уйти в спасательной капсуле, и она устанавливает курс на Синнакс, на полёт до которого уйдёт 138 лет. Брат День проходит Спираль, мучительный путь в пустыне к бассейну соляной пещеры, и утверждает, что получил видение священного цветка от тройной богини люминизма. Зефиры интерпретируют видение Дня как божественное заявление о том, что у него есть душа, объявляя любую дальнейшую критику имперского клонирования святотатством и гарантируя возведение Зефиры Гилат до Проксимы. День закрепляет свой триумф, приказав Демерзель тайно убить Халиму перед отлётом. Демерзель, будучи набожной люминисткой и уважающая Халиму, вынуждена подчиняться своей программе. Покинув Деву, День размышляет о своём опыте в пещере — на самом деле у него вообще не было видения. Опечаленная Демерзель показывает ему, что знает об обмане и не одобряет его. |            |                                                  |                 |                            |                  |
| 9 | 9          | «The First Crisis» «Первый кризис»               | Роксан Доусон   | Виктория Морроу            | 12 ноября 2021   |
| «Инвиктус» появляется над Терминусом благодаря тому, что директор Основания Льюис Пиренн пожертвовал собой, подключившись к системам корабля в последнюю секунду перед гиперпрыжком. Сальвор радостно воссоединяется с Хьюго, затем спускается на Терминус, чтобы деактивировать Убежище, которое охватило всю планету своим нулевым полем. На Транторе брат Рассвет понимает, что брат Закат раскрыл его секрет, и убегает из Дворца в трущобы Трантора, чтобы найти Азуру, но у неё в доме попадает в руки заговорщиков. Выясняется, что Азура состоит в антиимперской группе, которая изменила ДНК Рассвета, придав ему недостатки, ожидая, что однажды он решит бежать из дворца. Цель этого было подменить Рассвета другим клоном Клеона. В последнюю минуту появляется Закат с имперскими солдатами, которые убивают заговорщиков и их поддельного Клеона. Закат давно подозревал заговор и намеренно позволил Рассвету сбежать, чтобы найти логово заговорщиков. Закат оставляет решение судьбы Рассвета на усмотрение брата Дня. На Терминусе Хардин решает загадку Убежища, превращая его в портал. Перед собравшимися анакреонцами, феспийцами и жителями Основания Хардин предлагает совместно использовать «Инвиктус», чтобы дать всем трём мирам средство защиты от Империи. Фара пытается разрушить Убежище, но Сальвор её убивает. Из открывшегося портала выходит Гэри Селдон. |            |                                                  |                 |                            |                  |
| 10 | 10         | «The Leap» «Прыжок»                              | Дэвид Гойер     | Дэвид Гойер                | 19 ноября 2021   |
| Селдон, вторая цифровая копия оригинала, объясняет, что Убежище всё это время было его гробом, который преобразовался после того, как был выброшен за борт, и достиг Терминуса раньше колонистов. Он сообщает, что истинная цель Основания — не сохранение знаний, а создание новой цивилизации с помощью Анакреона и Фесписа. Он советует использовать «Инвиктус» для имитации сверхновой вспышки, чтобы создать впечатление, что на Терминусе погибла жизнь; это позволит Внешним Пределам развиваться тайно от Империи. Когда Селдон возвращается в Убежище до следующего кризиса, он говорит Сальвор, что её видения были посланы не им. Спустя несколько месяцев Хьюго становится капитаном «Инвиктуса», а Сальвор узнаёт, что она была зачата от Гаал и Рейча. Она понимает, что её видения — это воспоминания её генетических родителей, и покидает Терминус в поисках Гаал. На Транторе Брат День, привязанный к Рассвету гораздо сильнее, чем Закат, решает, как поступить. Он вспоминает слова Селдона о негибкости Империи и собирается простить Рассвета. Это решение приводит Заката в ярость, и между братьями разгорается конфликт. В результате Демерзель убивает Рассвета, заявив, что по её программе интересы династии Клеонов приоритетнее желания императора. Позже Дню сообщают, что заговорщики исказили ДНК Клеона I давно, так что затронут был и сам День. Последним аутентичным Клеоном, возможно, является Закат. 138 лет спустя Гаал Дорник приземляется на Синнаксе. На руинах своего родного города она находит ещё одну капсулу в обломках космического корабля и пробуждает Сальвор Хардин, которая говорит ей, что она её дочь. |            |                                                  |                 |                            |                  |

### Сезон 2 (2023)
| № общий | № в сезоне | Название                                                                 | Режиссёр      | Сценаристы                           | Дата премьеры    |
| --- | ---------- | ------------------------------------------------------------------------ | ------------- | ------------------------------------ | ---------------- |
| 11 | 1          | «In Seldon's Shadow» «В тени Сэлдона»                                    | Алекс Грейвз  | Дэвид Гойер и Джейн Эспенсон         | 14 июля 2023     |
| Гэри Селдон, помещённый в Первичный Радиант, пытается выбраться оттуда. Гаал и Сальвор на океанской планете Синнакс пытаются активировать космический корабль, чтобы вернуться на Терминус. Выживший после покушения Брат День (Клеон XVII) планирует жениться на королеве Сарэт из Облачного Доминиона, чтобы положить конец генетической династии и изменить ход развития Империи; но его будущая невеста, похоже, не в восторге от этого предложения. Империя обнаруживает, что Терминус не был уничтожен, как считалось, принимается решение собрать больше информации о нём, прежде чем начинать действовать. Гэри является Гаал и Сальвор в виде проекции. |            |                                                                          |               |                                      |                  |
| 12 | 2          | «A Glimpse of Darkness» «Проблеск тьмы»                                  | Дэвид Гойер   | Дэвид Гойер и Джейн Эспенсон         | 21 июля 2023     |
| Гэри сообщает Сальвор и Гаал, что создание второго Основания крайне важно для выживания первого, но этот план был нарушен бегством Гаал с корабля по пути на Геликон. Поли Верисоф, клирик Основания, и брат Константа узнают, что Хранилище вновь открылось, и возвращаются на Терминус, чтобы увидеть это. Когда Страж приближается к Хранилищу оно его испепеляет, после чего на внешней стороне Хранилища появляется имя «Хобер Мэллоу». Заглянув в будущее, Гаал подвергается нападению телепата по имени Мул, после чего видит рядом с собой мёртвую Сальвор. |            |                                                                          |               |                                      |                  |
| 13 | 3          | «King and Commoner» «Король и простолюдин»                               | Дэвид Гойер   | Ли Дана Джэксон и Джейн Эспенсон     | 28 июля 2023     |
| Белу Риозу, генералу, отбывающему заключение в колонии на Лепсисе, поручают расследовать подрывную деятельность Основания. Он отправляется во главе флота исследовать Внешние Пределы. Гэри доставляет Гаал и Сальвор в мир Ооны, на заброшенную шахтёрскую планету, где уговаривает Гаал помочь ему попасть в пещеру в горах. Там загадочная Калле (про неё известно лишь то, что она математик, теорему которой доказала Гаал) воплощает ментальный образ Селдона в органическое тело. В момент старта Гаал и Сальвор с пустынной планеты активизируются находящиеся в спящем режиме автономные шахтные машины. Гаал и Сальвор удаётся ускользнуть от них, забрав с собой тело Гэри, находящего в бессознательном состоянии. На планете Корелла Хобер Мэллоу, мошенник и Мастер торговли, похищает Око Корелла, обменявшись телами с коммодором Арго с помощью устройства телепортации. Его план срывается, Мэллоу приговаривают к смертной казни, но ему удаётся бежать с Корелла на корабле, на котором прибыли Поли и Констант; те едва успевают попасть на борт. |            |                                                                          |               |                                      |                  |
| 14 | 4          | «Where the Stars are Scattered Thinly» «Далёкие окраины, где мало звёзд» | Марк Тондерай | Дэвид Гойер и Джейн Эспенсон         | 4 августа 2023   |
| Сарэт и Рассвет прогуливаются по дворцовым садам, доверительно обсуждая возможную причастность к покушениям на их семьи, и взаимная откровенность способствует их сближению. Вспоминая первую встречу с Рю, когда та была ещё наложницей императора, Закат предлагает просмотреть запись этой встречи, поскольку воспоминания Рю о ней были стёрты перед отъездом с Трантора. Риоз и его спутник Глауэн приземляются на Сивенне, где встречаются с информатором Дюсемом Барром. Тот сообщает им о «магах», их передовых технологиях и их связях с Основанием. Риоз и Глауэн вынуждены спасаться бегством, когда местная банда, извещённая об их появлении, пытается ворваться в дом. Барр просит Риоза убить его, боясь не выдержать пыток. Поли, Константа и Хобер прибыв на Терминус, входят в хранилище где встречаются с Гэри Селдоном. Тот поручает клирикам установить дипломатические отношения с Империей, чтобы предотвратить войну, и даёт Мэллоу другое поручение. Хобер улетает на корабле клириков с Беки на борту, а Поли и Константа остаются. |            |                                                                          |               |                                      |                  |
| 15 | 5          | «The Sighted and Seen» «Зрячие и видящие»                                | Алекс Грейвз  | Джоли Корнетт и Джейн Эспенсон       | 11 августа 2023  |
| Гэри видит во сне Рейча непосредственно перед тем, как тот убивает его. Вместе с Гаал и Сальвор он пытается понять, как появилось его органическое тело. Корабль совершает аварийную посадку на планету Игнис. Сарэт соглашается прийти в спальню Клеона, надеясь таким способом выведать больше информации об обстоятельствах покушения, после жаркого спора она принимает его предложение руки и сердца. Закат и Рю предаются воспоминаниям о прошлом. Закат встревожен сообщением о том, что День имеет право проводить ревизию его памяти, и вместе с Рассветом посещает Мемориум, чтобы осмотреть свои хранилища памяти. Сарэт и Рю, получив доступ к аудиту памяти одного из слуг, присутствовавшего при реанимации императора, узнают, что Демерзель является роботом. Сальвор неожиданно встречает на Игнисе Хьюго Краста живым и невредимым, хотя его считают погибшим. Однако вскоре выясняется, что это не он, а телепат, который вместе с другими телепатами нападает на корабль и берёт в плен Сальвор, Гэри и Гаал. Троица предстаёт перед лидером телепатов Теллем Бонд, которая сообщает им, что Игнис — убежище для телепатов, и даёт понять, что она в курсе их планов по созданию Второго Основания. |            |                                                                          |               |                                      |                  |
| 16 | 6          | «Why the Gods Made Wine» «Для чего боги сотворили вино»                  | Неизвестно    | Дэвид Гойер и Джейн Эспенсон         | 18 августа 2023  |
| 17 | 7          | «A Necessary Death» «Необходимая смерть»                                 | Неизвестно    | Эрик Караско и Дэвид Коб             | 25 августа 2023  |
| 18 | 8          | «The Last Empress» «Последняя императрица»                               | Неизвестно    | Лиз Фанг, Эдди Роу Мэнис и Боб Олтра | 1 сентября 2023  |
| 19 | 9          | «Long Ago, Not Far Away» «Давным-давно, не так уж далеко»                | Неизвестно    | Джейн Эспенсон и Эрик Караско        | 8 сентября 2023  |
| 20 | 10         | «Creation Myths» «Создание мифов»                                        | Неизвестно    | Дэвид Гойер и Лиз Фанг               | 15 сентября 2023 |
| День заявляет, что ему мало уничтожения Терминуса: он решил уничтожить все миры, на которые успело распространить своё влияние Основание. Генерал Риоз отказывается выполнять приказ. Тогда День приказывает напрямую космониту, управляющему кораблём, совершить прыжок сквозь пространство к следующей планете. Тот запускает протокол, по которому каждый корабль космофлота империи прыгает в пространстве на место соседнего корабля; таким образом запускается неостановимая цепная реакция, в ходе которой флот начинает самоуничтожаться. Выясняется, что всё это часть плана Селдона. Между Днём, Риозом и Хобером завязывается драка, и Дня выбрасывают в открытый космос. Риоз находит единственную исправную спасательную шлюпку, запуск которой не был блокирован, и туда помещают возлюбленную Хобера Константу. На Транторе Демерзель находит Заката и Рю в императорском дворце. Она рассказывает, что любит первого Клеона, но не может понять, настоящие ли это чувства или предусмотренные программой. Выясняется, что именно Демерзель подослала убийц Дню, чтобы предотвратить его женитьбу. Не в силах противостоять программе, она убивает Заката и Рю ради сохранения генетической династии Клеонов. Сарэт по приказу Демерзель арестовывают. Её держат в покоях, но туда удаётся пробраться Рассвету и они вместе сбегают. Их слуги под их сгенерированными лицами выступают на весь Трантор, сообщая что День мёртв и Сарэт теперь выйдет за Рассвета, а они сами, пользуясь всеобщим замешательством, улетают на корабле с Трантора. Демерзель связывается с Рассветом и Сарэт и рассказывает, что должна будет их найти и уничтожить. Они отвечают, что ждут ребёнка и что их гибель вызовет смуту в империи, чего программа Демерзель допустить не может. Гэри Селдон и Гаал на другой планете побеждают Теллем, лидера поселения людей-менталиков. Остальные менталики выбирают Гаал своим лидером, но какая-то часть Теллем перед смертью переселяется в одного мальчика, который убивает Сальвор. Гэри и Гаал уходят в криосне на 152 года, чтобы переместиться в эпоху войны с Мулом. Менталики начинают поклоняться капсулам со спящими. В финале выясняется, что люди Терминуса выжили и подобрали Константу, которая в капсуле блуждала по космосу после гибели имперского флота. Демерзель на Транторе будит новых клонов Рассвета, Дня и Заката, сказав им стандартную фразу («Я всегда буду, как и всегда была») и показывает радиант, полученный от Гэри на Терминусе. |            |                                                                          |               |                                      |                  |

### Сезон 3 (2025)
| № общий | № в сезоне | Название                                                          | Режиссёр   | Сценаристы                      | Дата премьеры    |
| ------- | ---------- | ----------------------------------------------------------------- | ---------- | ------------------------------- | ---------------- |
| 21      | 1          | «A Song for the End of Everything» «Песня для конца всего сущего» | Неизвестно | Дэвид Гойер, Джейн Эспенсон     | 11 июля 2025     |
| 22      | 2          | «Shadows in the Math» «Тень на расчётах»                          | Неизвестно | Ли Дана Джексон, Кейтлин Пэрриш | 18 июля 2025     |
| 23      | 3          | «When a Book Finds You» «Когда книга находит тебя»                | TBA        | TBA                             | 25 июля 2025     |
| 24      | 4          | «The Stress of Her Regard» «Гнёт её заботы»                       | TBA        | TBA                             | 1 августа 2025   |
| 25      | 5          | «Where Tyrants Spend Eternity» «Где тираны проводят вечность»     | TBA        | TBA                             | 8 августа 2025   |
| 26      | 6          | «The Shape of Time» «Форма времени»                               | TBA        | TBA                             | 15 августа 2025  |
| 27      | 7          | «Foundation's End»                                                | TBA        | TBA                             | 22 августа 2025  |
| 28      | 8          | «Skin in the Game»                                                | TBA        | TBA                             | 29 августа 2025  |
| 29      | 9          | «The Paths That Choose Us»                                        | TBA        | TBA                             | 5 сентября 2025  |
| 30      | 10         | TBA                                                               | TBA        | TBA                             | 12 сентября 2025 |

## Оценки
Согласно агрегатору рецензий Rotten Tomatoes, сериал имеет 79 % одобрения со средним рейтингом 6.9/10, основываясь на 89 рецензиях (1-й сезон) и 100 %' на основании 26 рецензий (2-й сезон). На Metacritic у шоу средняя взвешенная оценка 1-го сезона в 62 из 100 на основании 23 рецензий и в 79 из 100 на основании 6 рецензий, что указывает, согласно терминологии сайта, на «в целом положительные отзывы».
«Основание» стало одним из нескольких самых амбициозных фантастических телепроектов своего времени. При этом рецензенты отмечают, что многие поклонники книг Азимова будут разочарованы сериалом: его авторы только отталкиваются от этих произведений вместо того, чтобы экранизировать их. В шоу исчезли те особенности сюжета, которые делали «Основание» Азимова похожим на социологический или философский трактат. Если фантаст отрицал роль личности, делая главным героем исторические закономерности и легко переходя от одной эпохи к другой, то авторы сериала делают ставку на нескольких ключевых персонажей, которые действуют во всех эпизодах.
Рецензент «Афиши», признавая недостатки сериала, считает, что «холодной математике письма Азимова Гойер добавляет чувство», и характеризует шоу как «небанальное и увлекательное зрелище». Обозреватель «Мира фантастики» высоко оценивает сюжетную линию Клеонов, которой у Азимова нет вообще, но констатирует, что в другой линии «решения персонажей, логика мира и сюжета, сценарий и игра актёров» оставляют желать лучшего: «в лучшие моменты это сюжеты обычного фантастического сериала категории Б. В худшие — слегка комичное зрелище, вызывающее чувство острого стыда».
«Если отвлечься от книжных идей, — пишет рецензент, — „Основание“ спотыкается даже на скромной попытке быть простой развлекательной фантастикой. Для непосвящённого зрителя оно рискует показаться слишком нудным и слишком торопливым, слишком невнятным и слишком нелепым повествованием. Под грузом слабо проработанных характеров, логических ошибок и проседаний темпа сериал теряет аудиторию — не только фанатов сложных книг, но и поклонников простых зрелищ».